# J.F. Kennedy (metrostation)
J.F. Kennedy is een metrostation in de Franse stad Rennes.
Net als de andere stations van de metro van Rennes werd J. F. Kennedy geopend in maart 2002. Het is gelegen aan de Cours de J.F. Kennedy, zowel deze straat als het station zijn vernoemd naar de vermoorde Amerikaanse president John F. Kennedy.